# Marina Chan Liat
Marina Chan Liat, née le 15 mars 1960, est une karatéka française.

## Carrière
Aux Championnats d'Europe de karaté 1983, elle remporte la médaille d'or en kata par équipes. Lors des championnats du monde de karaté 1990, elle est médaillée de bronze en kata par équipes. Elle est également championne de France de kata de 1984 à 1991.

## Famille
Elle est la sœur du karatéka François Chan Liat.